# Le citoyen Chonmoru
"Le citoyen Chonmoru", né en 1829 à Lyon et mort en juillet 1913 à Paris, est un bouquiniste français. 

## Biographie

### Vie et parcours
Né à une date inconnue dans la ville de Lyon, quartier de la Croix-Rousse, celui qui se fera surnommer "le citoyen Chonmoru" déménage à Paris et installe son stand de livres dans les années 1848. Après avoir fréquenté les clubs républicains, il continue son activité de bouquiniste avant d'être enrôlé dans l'armée pour défendre Paris lors de la guerre de 1870. Pour avoir soutenu la Commune de Paris, il est contraint de s'exiler,. 
Une fois amnistié, il se mêle un temps au mouvement anarchiste, il participe le 9 mars 1883 au célèbre meeting des Invalides dirigé par Louise Michel à l'occasion de la grève organisée par la chambre syndicale des menuisiers. Pour sa participation à la manifestation, il passe devant la 8e chambre correctionnelle de la Seine avec Prosper-Olivier Lissagaray et Arsène Crié. En pleine période boulangiste, il crie "A bas les voleurs" lors de l’inauguration de la fontaine de Dalou place des Nations par le président République Sadi Carnot le conduisant à faire trois jours de prisons préventive. 

### Le bouquiniste parisien

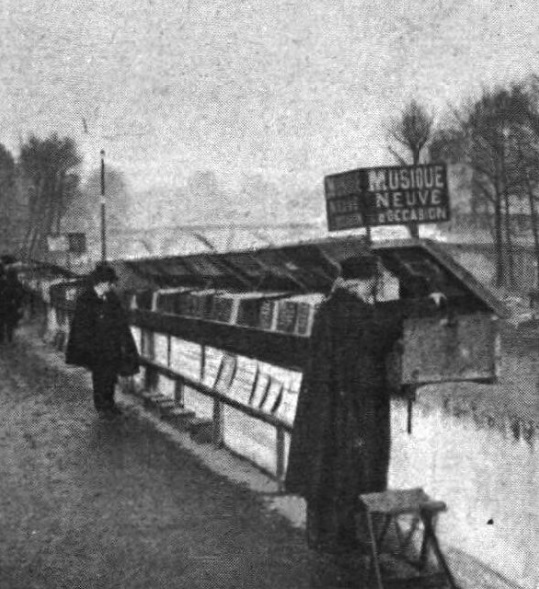
Boîtes à livres du citoyen Chonmoru vers 1903 (Chonmoru à droite).

Devenu spécialiste de littérature révolutionnaire en tout genre, il participe à la diffusion de brochures socialistes et de livres sur la Commune de Paris dont il devient vite un spécialiste. Aussi, souhaitant une  "rénovation sociale" dans le cadre de la bouquinerie, il proposait la création d’un syndicat pour réguler les prix des livres, avec un comité chargé de coter chaque volume. D'une personnalité excentrique, il était également convaincue d'être l'objet d'une importante surveillance policière et voyait ses voisins bouquinistes comme des ennemis potentiels. 

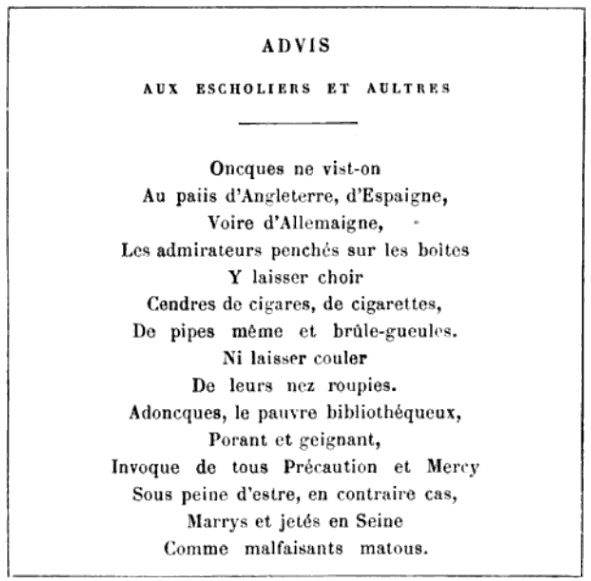
Pancarte en vieux français de Chonmoru.

Au niveau du règlement, Chonmoru affichait des pancartes avec des instructions strictes pour les clients, comme des conseils sur la manipulation des livres ou des interdictions, rédigées parfois en vieux français. Une pancarte demandait aux fumeurs de ne pas répandre leurs cendres dans les boîtes, et une autre interdisait aux écoliers de salir les livres avec leur nez. 